# Kyoustendil (obchtina)
Kyoustendil (bulgare : Кюстендил) est une obchtina de l'oblast de Kyoustendil en Bulgarie.